# Valle de la Pascua
Valle de la Pascua − miasto w Wenezueli, w stanie Guárico, siedziba gminy Leonardo Infante. Liczy 126 418 mieszkańców.

## Miasta partnerskie
- San Juan de Los Morros